# 帕里亞科查湖
9°10′18″S 77°18′38″W / 9.17167°S 77.31056°W
帕里亞科查湖（Lake Pariacocha），是秘魯的湖泊，位於該國北部安卡什大區，由阿松森省的查卡斯區負責管轄，處於安地斯山脈中布蘭卡山脈地區。